# Споменик првој Титовој штафети
Споменик првој Титовој штафети у Крагујевцу, подигнут је на месту у самом центру града, одакле је кренула прва штафета, као једино и јединствено обележје такве врсте у целој бившој Југославији.
У част рођендана Јосипа Броза Тита, организована је штафета младости која је први пут у историји кренула 22. маја 1945. године из Kрагујевца. Kрагујевачки професор фискултуре Чех Јосип Прохаска предложио је на једном састанку омладине да се Маршалу однесе „бакља”, то јест, штафета. Kрагујевчанка Нада Стевановић, касније учитељица, прва је предала Титу штафету.
Споменик је подигнут 1977. године, а аутор споменика је вајар Матија Вуковић.